# Le Vol de l'aigle (film)
Ne doit pas être confondu avec Le Vol du dragon ou Le Vol de la Libellule.
Pour plus de détails, voir Fiche technique et Distribution.
Le Vol de l'aigle (Ingenjör Andrées luftfärd) est un film suédois réalisé par Jan Troell, sorti en 1982. Il est une adaptation au cinéma du roman de Per Olof Sundman, Le Voyage de l'ingénieur Andrée.
Le film fut nommé à l'Oscar du meilleur film en langue étrangère.

## Synopsis
Film sur Salomon August Andrée.

## Fiche technique
- Titre : Le Vol de l'aigle
- Titre original : Ingenjör Andrées luftfärd
- Réalisation : Jan Troell
- Scénario : Takako Shigemori, Georg Oddner, Ian Rakoff, Klaus Rifbjerg d'après le roman de Per Olof Sundman
- Production : Jörn Donner et Göran Setterberg
- Photo et montage : Jan Troell
- Pays :  Suède,  Allemagne de l'Ouest et  Norvège
- Genre : drame, biographie, aventure
- Durée : 145 minutes
- Date de sortie :  1982

## Distribution
- Max von Sydow : Salomon August Andrée
- Sverre Anker Ousdal : Knut Frænkel
- Göran Stangertz : Nils Strindberg
- Eva von Hanno : Gurli Linder
- Charlotta Larsson : Anna Charlier
- Clément Harari : Henri Lachambre
- Cornelis Vreeswijk : Lundström
- Jan-Olof Strandberg : Nils Gustaf Ekholm
- Henric Holmberg : Vilhelm Swedenborg (en)
- Mimi Pollak : Mina Andree
- Knut Husebø : Fridtjof Nansen
- Ingvar Kjellson : Alfred Nobel
- Bruno Sörwing : Oscar II de Suède
- Allan Schulman : Adolf Erik Nordenskiöld
- Siv Ericks : Mme Assarsson